# Episodi de La squadra (quarta stagione)
La quarta stagione della serie televisiva poliziesca La squadra è andata in onda dal 3 aprile 2003 al 21 febbraio 2004 su Rai 3. Gli episodi non avevano un titolo.
| nº | Prima TV Italia   |
| -- | ----------------- |
| 1  | 3 aprile 2003     |
| 2  | 10 aprile 2003    |
| 3  | 17 aprile 2003    |
| 4  | 24 aprile 2003    |
| 5  | 8 maggio 2003     |
| 6  | 15 maggio 2003    |
| 7  | 22 maggio 2003    |
| 8  | 29 maggio 2003    |
| 9  | 5 giugno 2003     |
| 10 | 18 settembre 2003 |
| 11 | 25 settembre 2003 |
| 12 | 2 ottobre 2003    |
| 13 | 9 ottobre 2003    |
| 14 | 16 ottobre 2003   |
| 15 | 23 ottobre 2003   |
| 16 | 30 ottobre 2003   |
| 17 | 6 novembre 2003   |
| 18 | 13 novembre 2003  |
| 19 | 20 novembre 2003  |
| 20 | 8 gennaio 2004    |
| 21 | 15 gennaio 2004   |
| 22 | 22 gennaio 2004   |
| 23 | 29 gennaio 2004   |
| 24 | 5 febbraio 2004   |
| 25 | 12 febbraio 2004  |
| 26 | 21 febbraio 2004  |